# Сем Браунбек
Самуель Дейл «Сем» Браунбек (англ. Samuel Dale «Sam» Brownback; нар. 12 вересня 1956, Гарнетт, Канзас) — американський політик з Республіканської партії. 2007 р. висунув свою кандидатуру на посаду президента США, але через кілька місяців був змушений припинити передвиборчу кампанію через брак фінансування. Губернатор штату Канзас в 2011⁣ — ⁣2018 роках. Посол Сполучених Штатів з питань міжнародної релігійної свободи з 2018 до 2021 року.
Виріс на фермі своєї родини біля Паркеру, Канзас. Закінчив Prairie View High School, Університет штату Канзас в Мангеттені (1979), здобув юридичну освіту в Канзаському університеті в Лоренсі (1982).
Був адвокатом в Мангеттені (штат Канзас), потім став секретарем сільського господарства Канзасу (1986–1993). Співробітник Офісу торгового представника США (1990⁣ — ⁣1991). Обраний до Палати представників 1994 року, не був кандидатом на переобрання 1996 року. Член Сенату США на додаткових виборах у листопаді 1996 року замість Боба Доула. Працював у Сенаті до 2011.